# Carl Philipp Fohr

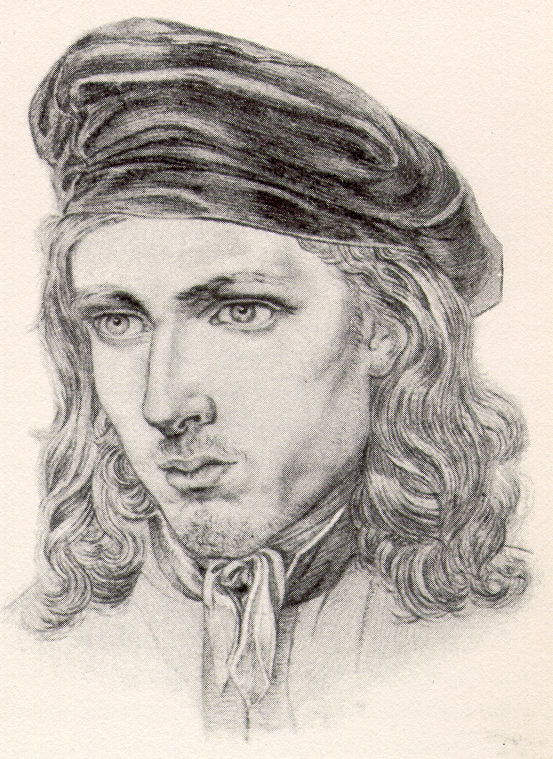
Fohr, 22 år, (porträtt av Carl Barth)

Carl Philipp Fohr, född den 26 november 1795 i Heidelberg, Tyskland, död den 29 juni 1818 i Rom, var en av de största landskapsmålarna inom den tyska romantiken.

## Biografi
Fohr började, till stor del självlärd, att studera måleri hos Friedrich Rottmann. Målaren och hovrådet i Darmstadt, Georg Wilhelm Issel, upptäckte hans talang 1810 och bjöd in honom till Darmstadt 1811. Där blev han presenterad för prinsessan Beatrice Wilhelmina Luise av Baden, som blev hans mecenat.
Han fortsatte sina studier vid konstakademien i München, där han lärde oljemåleri tillsammans med Ludwig Sigismund Ruhl. Han avbröt dock studierna efter en tid för att resa till norra Italien och sedan till Rom. Han anslöt sig där under en kort tid till nazarenerna Peter Cornelius, Philipp Veit och Friedrich Overbeck, men utvecklade dock en egen stil. Han delade ateljé i Rom med den tyrolske landskapsmålaren Joseph Anton Koch, vars arbete han var mycket påverkad av.

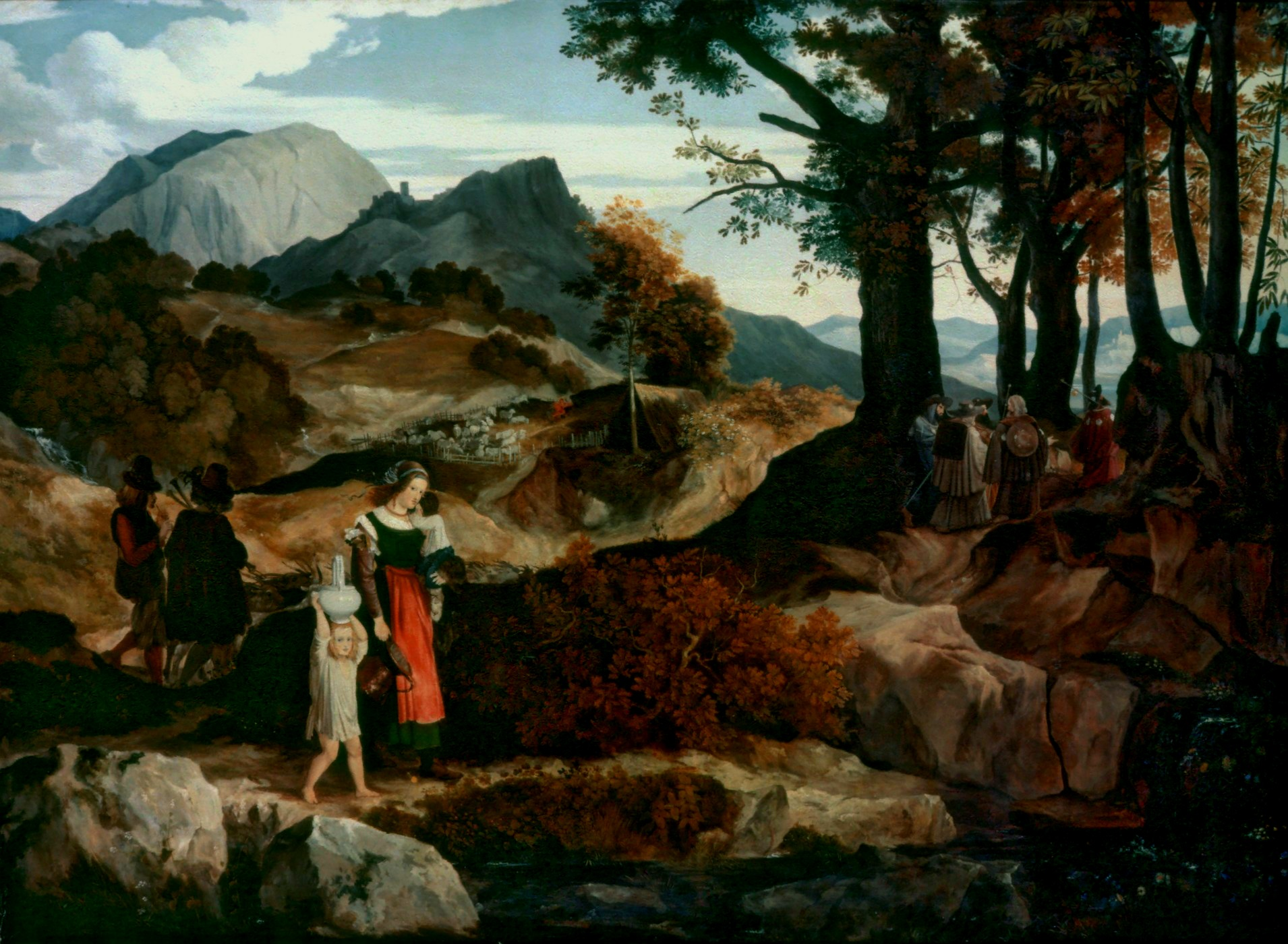
Romantiskt landskap i Italien.

I uttrycksfulla teckningar och målningar skildrade han Roms omgivningar samt de tyska konstnärskamraterna i Rom. Ett av hans viktigaste verk är en gruppbild av tyska konstnärer på Caffè Greco i Rom.
Drunkningsdöden i Tibern avbröt i förtid hans konstnärliga verksamhet.